# DAR (logiciel libre)
DAR (Disque ARchive) est un outil d'archivage en ligne de commande qui se veut un remplaçant à tar.

## Fonctionnalités
- Découpage des archives, les archives peuvent être séparées en de multiples fichiers de taille prédéfinie (qui peuvent aussi être recombinés ensemble ultérieurement ou redimensionnés à volonté sans interférer avec la compression ni le chiffrement de l'archive) ;
- Sauvegardes incrémentales ;
- Gestion des fichiers supprimés dans les sauvegardes incrémentales ;
- Sauvegardes décrémentales ;
- Compression fichier par fichier avec gzip, bzip2, lzo, xz/lzma (différent de la compression globale de l'archive). L'utilisateur peut choisir de ne compresser des fichiers déjà compressés en se basant sur leur suffixe ou leur taille ;
- Extraction rapide des fichiers, où qu'ils soient dans l'archive même si elle est compressée et/ou chiffrée ;
- Affichage rapide du contenu (grâce à un catalogue des fichiers, sauvegardé dans l'archive) ;
- Chiffrement blowfish, camellia, twofish, AES et Serpent optionnels ;
- Chiffrement à base clé publique (OpenPGP), signature en option ;
- Sauvegarde et restauration des fichiers creux ;
- Sauvegarde et restauration des liens symboliques et durs ;
- Sauvegarde et restauration des attributs étendus POSIX (utilisés en particulier pour les ACL sous Linux et les File Forks sous MacOS X) ;
- Sauvegarde et restauration des attributs spécifiques aux systèmes de fichiers (Birthdate pour HFS+, secure-deletion, no-tail-merging, undeletable, noatime-update,  synchronous-directory, synchronous-update, ... pour Linux Ext2/3/4)
- Fonctionne entre autres sous Linux, Windows, Solaris, FreeBSD, NetBSD, Mac OS X, ArchLinux.

## Interfaces
Il existe des interfaces graphique pour DAR, comme Kdar pour KDE et DarGUI.
Un planificateur/interface en ligne de commande connu sous le nom de SaraB permet d'utiliser, avec DAR des stratégies de rotation de sauvegarde poussées similaires à celles permises avec PAR (Tours de Hanoï, Grandfather-Father-Son…).
DAR fournit une bibliothèque informatique nommée libdar qui fournit une interface de programmation documentée.